# 遜尼爾·謝緹
遜尼爾·謝緹（英語：Suniel Shetty，1961年8月11日—）是印度電影男演员，主要出現在寶萊塢、马拉雅拉姆语和泰米尔语電影。他曾獲得印度電影觀眾獎。
他較成功的電影包括：《Dilwale》、《Border》、《Refugee》、《Dhadkan》和《Main Hoon Na》等。

## 外部連結
- 遜尼爾·謝緹在互联网电影资料库（IMDb）上的資料（英文）